# 207 Гедда
207 Гедда (207 Hedda) — астероїд головного поясу, відкритий 17 жовтня 1879 року Йоганном Палізою у Пулі.